# 加納地理
加納是一個西非國家，臨幾內亞灣。在西部和科特迪瓦相鄰，北部和布基納法索相鄰，東部和多哥相鄰。加納的國土面積是238,533平方公里，這個面積和英國大小相近。加納全國可分為四個地理區域。世界最大的人工湖沃爾特水庫就位於加納。加納大多數地區都屬熱帶氣候。